# Ciechanowiec (plaats)
Ciechanowiec is een stad in het Poolse woiwodschap Podlachië, gelegen in de powiat Wysokomazowiecki. De oppervlakte bedraagt 26,01 km², het inwonertal 4984 (2005).